# Valentin Triller
Valentin Triller (ur. 1493 w Górze, zm. 1573 w Niemczy)  – niemiecki duchowny luterański działający na Dolnym Śląsku, kompozytor, autor muzyki i tekstów pieśni religijnych.
Przez większość życia pracował jako pastor na parafii w Niemczy, aktywnie jednak utrzymywał stosunki z Wrocławiem. Jako człowiek znający się na muzyce zbierał również śląskie melodie ludowe i zabytki muzyczne pochodzące z epoki średniowiecza.
W 1555 we Wrocławiu wydał zbiór Schlesisch Singebüchlein, zawierający oprócz własnych kompozycji utwory starsze, pochodzenia średniowiecznego. W 1559 wydał we Wrocławiu następny śpiewnik Ein christlich Singbuch, który zawiera 3-głosowe opracowania chóralne pieśni kościelnych, również o rodowodzie średniowiecznym. Jeden z zachowanych egzemplarzy tego śpiewnika nosi osobisty autograf księcia legnickiego, Jerzego Rudolfa, mecenasa sztuki i kompozytora.
Walentin Triller jest znany także jako autor dodanej 16. zwrotki do słynnej kolędy z tekstem autorstwa Marcina Lutra, znanej w polskim tłumaczeniu pod incipitem Jam z niebios zszedł (niem. Vom Himmel hoch).